# Acrotaeniostola hoenei
Acrotaeniostola hoenei es una especie de insecto del género Acrotaeniostola de la familia Tephritidae del orden Diptera.

## Historia
Hering la describió científicamente por primera vez en el año 1936.